# アウグスト・アイグルーバー

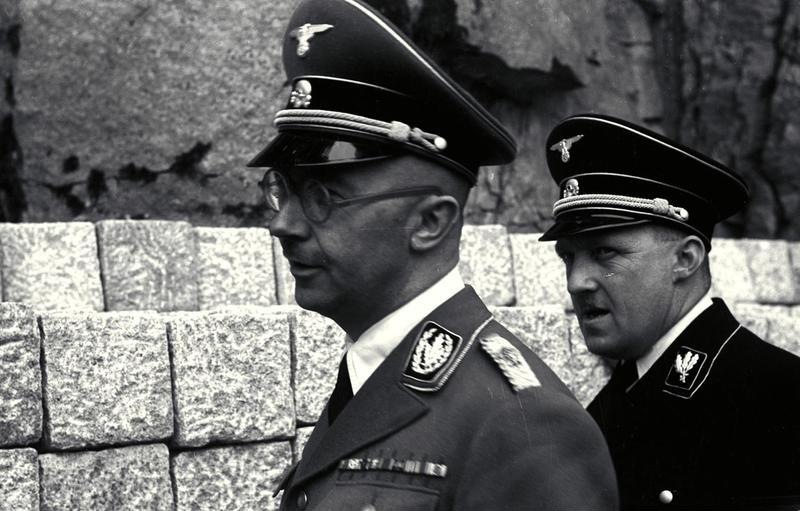
マウトハウゼン強制収容所にて、アウグスト・アイグルーバー(右) 、ハインリヒ・ヒムラー（左）

アウグスト・アイグルーバー（ドイツ語: August Eigruber, 1907年4月16日 - 1947年5月28日）は、ドイツの政治家。上ドナウの国家弁務官、また国家社会主義ドイツ労働者党の上オーストリア帝国大管区指導者。最終階級は親衛隊大将。

## 略歴
オーストリア＝ハンガリー帝国のシュタイアーにて生まれる。中学校卒業後に測量師及び精密機械工となる。
1922年11月16日にオーストリア・ナチ党の勤労青年団に入団し、1925年に団長となる。1927年にはヒトラーユーゲントに入団し、上オーストリアのユーゲント指導者となる。1928年8月19日にオーストリア・ナチ党に入党（党員番号83,432）。1930年シュタイアー市の区長となり、オーストリア・ナチ党における活動を理由に短期間の懲役刑が何度も言い渡される。1933年にシュタイアーの管区指導者に任命される。
　
1935年5月に上オーストリア大管区執行委員となり、8月1日には上オーストリア大管区指導者に任命された。
1938年3月13日のアンシュルス（オーストリア併合）後の、3月14日に上オーストリア州首相に任命され、6月1日に突撃隊上級大佐となる。また7月25日には親衛隊に入隊（隊員番号292,778）し、親衛隊大佐となる。
1940年3月15日より上ドナウの国家弁務官に任命され、1942年11月16日から上ドナウの国家防衛委員となる。1943年6月21日にアイグルーバーは親衛隊大将へ昇進し、11月9日には突撃隊大将にも昇進した。1944年9月25日からは国民突撃隊上ドナウ大管区指導者となる。1945年にはアルプス国家要塞の強化を委託された。
1945年5月10日にザルツカンマーグートでアメリカ軍の捕虜となった。ダッハウ裁判においてマウトハウゼン強制収容所における犯罪の責任が問われ1946年3月29日に死刑判決が下った。1947年5月28日にランツベルク・アム・レヒのランツベルク刑務所で処刑された。

## キャリア

### ナチ党階級
出典
- 1935年8月1日、突撃隊上級大佐
- 1938年7月25日、親衛隊兵
- 1938年7月25日、親衛隊大佐
- 1938年9月11日、親衛隊上級大佐
- 1938年11月9日、突撃隊中将
- 1939年1月30日、親衛隊少将
- 1940年11月9日、親衛隊中将
- 1943年6月21日、親衛隊大将
- 1943年11月9日、突撃隊大将

### 受章
出典
- 一級及び二級戦功十字章
  - 二級
  - 一級
- 1938年3月13日記念メダル
- 1938年10月1日記念メダル
- 黄金ナチ党員バッジ（1939年1月30日）
- 黄金ヒトラー・ユーゲントバッジ
- 勤続章（ドイツ語版）
  - ナチ党勤続章
    - 銅章
    - 銀章
- 親衛隊全国指導者名誉長剣（1938年12月8日）
- 親衛隊名誉リング
- アルテケンプファー章